# Paolo Iaszwili
Paolo Iaszwili (gruz. პაოლო იაშვილი; ur. 29 czerwca 1894 k. Kutaisi, zm. w 22 lipca 1937 w Tbilisi) – gruziński poeta, tłumacz, eseista. Był symbolistą, autorem wielu wierszy i poematów.

## Życiorys

### Młodość
Urodzony w pobliżu Kutaisi, kształcił się w Kutaisi, Anapa i Paryżu. Po powrocie do Gruzji w 1915r. stał się jednym ze współzałożycieli i ideologów gruzińskiej grupy symbolicznej Blue Horns oraz redagował czasopismo literackie Tsisperi Qantsebi („Niebieskie rogi”).
Na początku lat dwudziestych Iaszwili pojawił się jako lider gruzińskiej po-symbolistycznej i eksperymentalnej poezji. Jego oddanie mistyce i „czystej sztuce” zanikło pod sowiecką presją ideologiczną pod koniec lat dwudziestych, kiedy klasyka literatury gruzińskiej została skutecznie zakazana, a gruziński establishment literacki został zmuszony do poddania się dogmatom socjalistycznym. Wielu czołowych pisarzy zostało praktycznie uciszonych, ponieważ Iaszwili stał się agentem reklamowym dla inżyniera hydroelektrycznego Valodii Jikii.
Po dojściu do władzy Ławrientija Berii przywrócił wielu gruzińskich pisarzy do poparcia, próbując zepchnąć ich do sowieckiego obozu ideologicznego. Zanieczyszczenie byłych symbolistów dogmatem socjalistycznym było bolesnym procesem, ale Iaszwili musiał w końcu dostosować się do doktryn sowieckich, ponieważ jego poezja stawała się coraz bardziej ideologiczna. Beria uczynił go nawet członkiem Centralnego Komitetu Zakaukazia.

#### Rodzina
Matka Paolo była szlachetną, cnotliwą, głęboko wierzącą i gościnną kobietą. Jego ojciec, Davit, był znaną postacią w całej zachodniej Gruzji, uczonym w Kijowie.
Przyjaciele Paolo często odwiedzali zamożną, dużą rodzinę. Jibo, znany farmaceuta, miał także dwupiętrowy dom w Kutaisi. To tutaj Edo Bina opublikował później wydania czasopism Paolo - „Golden Aries” i „Blue Kant”.

#### Edukacja
Od 1 września 1900r. rodzice Paolo wysłali go do gimnazjum klasycznego w Kutaisi. Wybitni przedstawiciele przyszłej grupy literackiej „Bluesa”: Valerian Gaprindashvili i Titian Tabidze studiowali razem z nim. Już potężny narodowo-patriotyczny duch uczniów klasycznego gimnazjum został jeszcze bardziej wzmocniony przez rewolucję 1905 roku.
Od 1911 roku poeta kontynuował naukę w prywatnym gimnazjum w Anapa. W 1913 roku Paolo wyjechał do Paryża i wstąpił do Instytutu Sztuki w pobliżu Luwru. Można powiedzieć, że czas spędzony w Paryżu odegrał decydującą rolę w tworzeniu Paolo Iaszwili jako wielkiego artysty. Szczególnie zafascynowało go dzieło pisarzy symbolistycznych. W 1915 roku poeta, który uciekł przed pożarami II wojny światowej i chaosu Europy, osiadł w Kutaisi i aktywnie zaangażował się w życie literackie.

## Wielka czystka
W szczytowym okresie Wielkich Czystków z lat 30. XX wieku podejmował desperackie próby wyegzekwowania się, wyznając swoje „błędy w ocenie” i powtarzając swoje oddanie Stalinowi i Berii. Był świadkiem, a nawet musiał uczestniczyć w publicznych procesach, które wyparły wielu jego współpracowników ze Związku Pisarzy, skutecznie skazując ich na śmierć. Zdrada jego ideałów całkowicie zdemoralizowała poetę. 22 lipca 1937 udał się do biura Związku Pisarzy i zastrzelił się.